# 小蓝单车
小蓝单车是由天津鹿鼎科技有限公司研发并运营的无桩共享自行车品牌，其推出的自行车在众多共享自行车品牌中被用户稱为「拥有骑行最佳体验」。小蓝单车于2016年11月12日在中华人民共和国深圳市推出并启用并成为中国共享自行车企业中第一个在海外落地的企业。2017年11月15日，小蓝单车被曝倒闭解散，11月16日小蓝单车负责人李刚发布声明，宣布公司已与拜客出行达成了战略合作，将由拜客出行全权代理小蓝单车未来的运营。2018年1月9日，滴滴出行和小蓝单车联合宣布，小蓝单车将由滴滴方面托管。

## 使用方法
用户可通过装有小蓝单车应用程序、支付宝和微信的智能手机扫描停放于街道两旁小蓝单车上的二维码解锁自行车，骑行结束后将自行车停放于道路两旁不影响交通的地方将自行车上锁即可。

## 运营城市
- 中华人民共和国[5]
  - 深圳市
  - 广州市
  - 佛山市
  - 南京市
  - 成都市
  - 北京市
  - 武汉市
  - 长沙市
  - 天津市
- 美国[6]
  - 旧金山
- [6]
  - 悉尼（2017年6月后）

## 车型

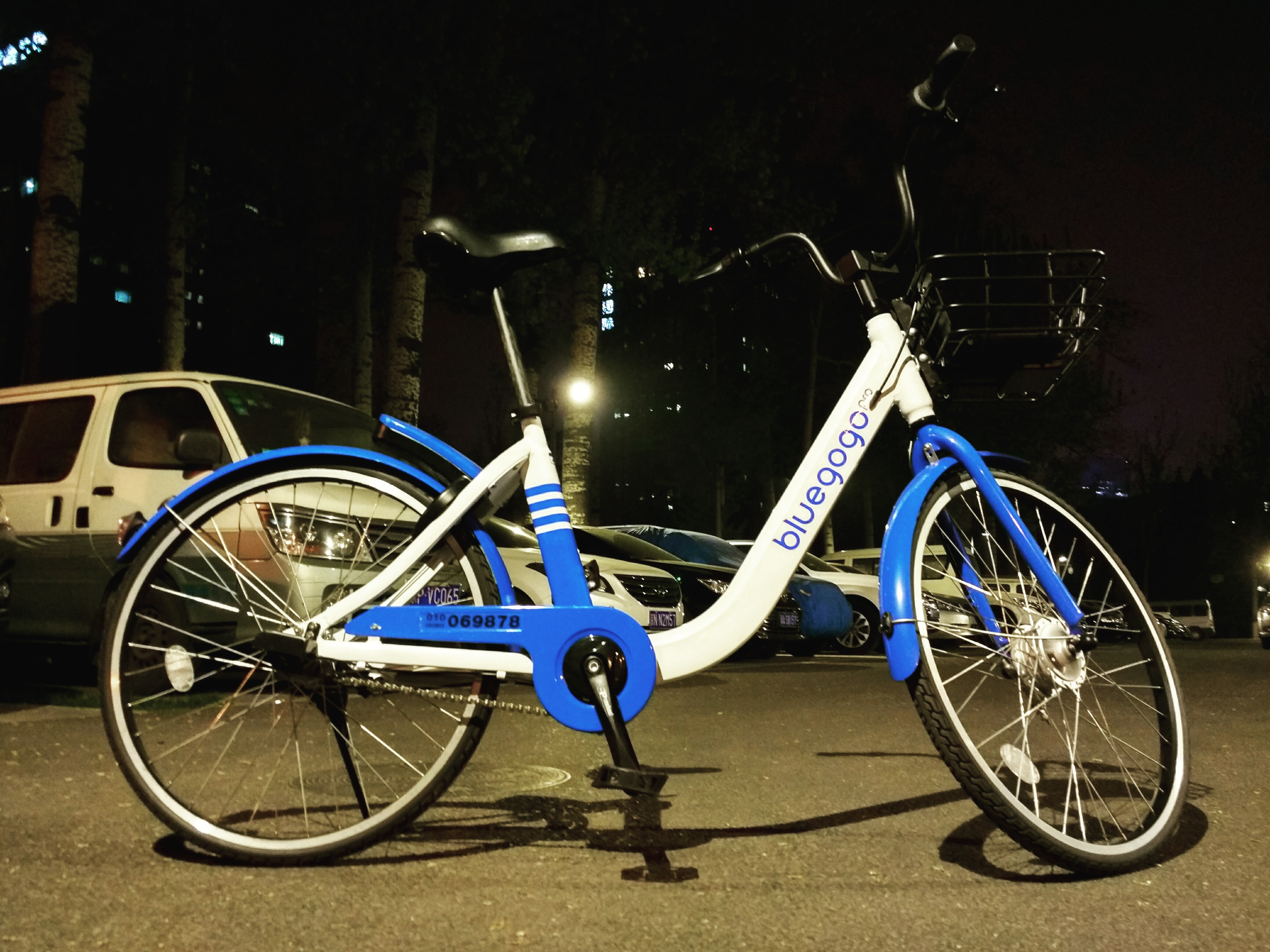
北京的一辆bluegogo Pro，可见右把为变速装置

小蓝单车在中国推出了三种车型，分别为bluegogo、bluegogo Pro和bluegogo Pro 2，均有智能电子车锁、车铃并由车筐上的太阳能电池板为智能锁供电。但bluegogo Pro和Pro 2在基本款的基础上添加了三级变速装置，Pro 2更是使用了碳纤维车架，大幅降低车辆的重量。小蓝单车称其每款车型均通过了國際標準化組織质量认证。
在美国运营的小蓝单车是在中国版bluegogo的基础上添加了车灯。

## 争议

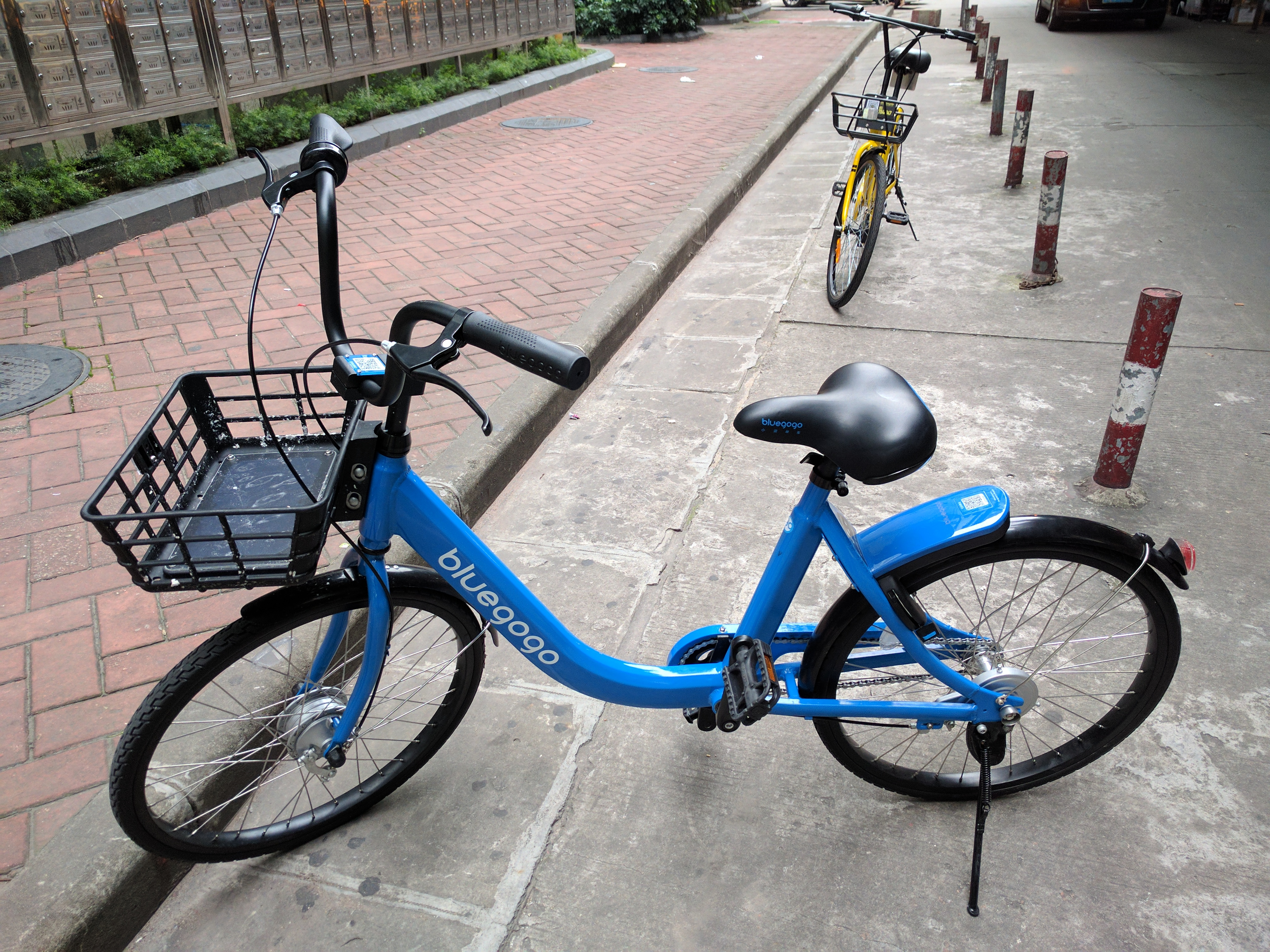
在广州的小蓝单车，车篮有加固

### 在舊金山遭禁
小蓝单车在进入旧金山运营后遭到了市政府的强烈反对，有官员称小蓝单车为「流氓企业」并要严厉惩罚。3月15日，旧金山市政府颁布法令禁止小蓝单车或类似无桩共享单车在未获得许可的情况下运营。但有居住在旧金山的福布斯网记者反对市政府的做法，认为旧金山或美国是一个过度监管、充满繁文缛节的地方。

### 六四坦克宣傳事件
2017年小藍單車北京分公司與掌遊天下公司推出聯合活動，宣傳掌遊天下公司的「王牌大作戰」遊戲，活動內容為從6月3日至4日，所有帶有坦克圖標的小藍單車騎行免費，並且騎到帶有坦克圖標的小藍單車兩次及以上便有機會獲得奖品。因正處於六四敏感時期，該活動因容易联想到六四事件而引發網友熱議，最終短短幾小時後活動便被下架，而中國網絡上所有與此有關的內容均被刪除。但在網上廣為流傳的一張「『坦克』沿長安街排列」的圖片則被懷疑是電腦合成，因為長安街沿線禁止擺放單車。事發後，警方進入小藍單車內部調查。也因為這次事件，導致小藍單車後續融資受阻。

### 企业危机
据新浪科技报道，2017年11月，小蓝单车存在押金难退的问题。11月中旬，小蓝单车创始人李刚发表公开信，承认公司陷入严重危机，表示此后由拜客单车全权代理小蓝单车未来的运营。2018年1月9日，滴滴出行和小蓝单车联合宣布，小蓝单车将由滴滴方面托管，未来用户可在滴滴APP内免押金骑行小蓝。此次托管合作之后，滴滴将为小蓝用户额外提供一种转换押金、特权卡和充值余额的方式，用户可自主选择是否转换为等值的滴滴单车券和出行券；而小蓝单车的品牌、押金和欠款等各项事务，则继续归属于小蓝公司。

## 外部連結
- 小蓝单车官网 （页面存档备份，存于）
- 小蓝单车的Facebook專頁